# Kolham
Kolham est un village situé dans la commune néerlandaise de Midden-Groningue, dans la province de Groningue. Le 1er août 2004, le village comptait 1 492 habitants.
Un loup, venu d’Europe orientale, y a été observé et filmé en mars 2015. C'est une des premières observations de loup aux Pays-Bas depuis sa disparition il y a 150 ans.